# 白川茶

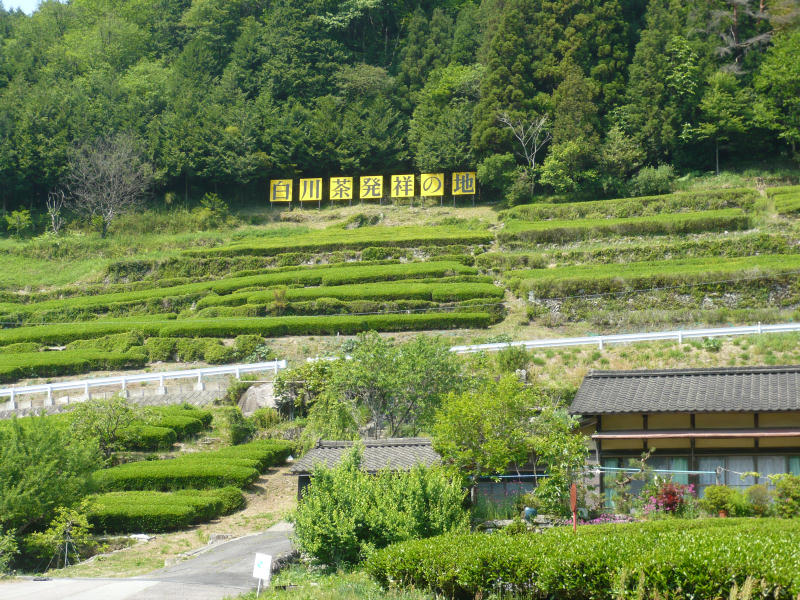
東白川村五加地区の茶畑。同地区は白川茶発祥の地である

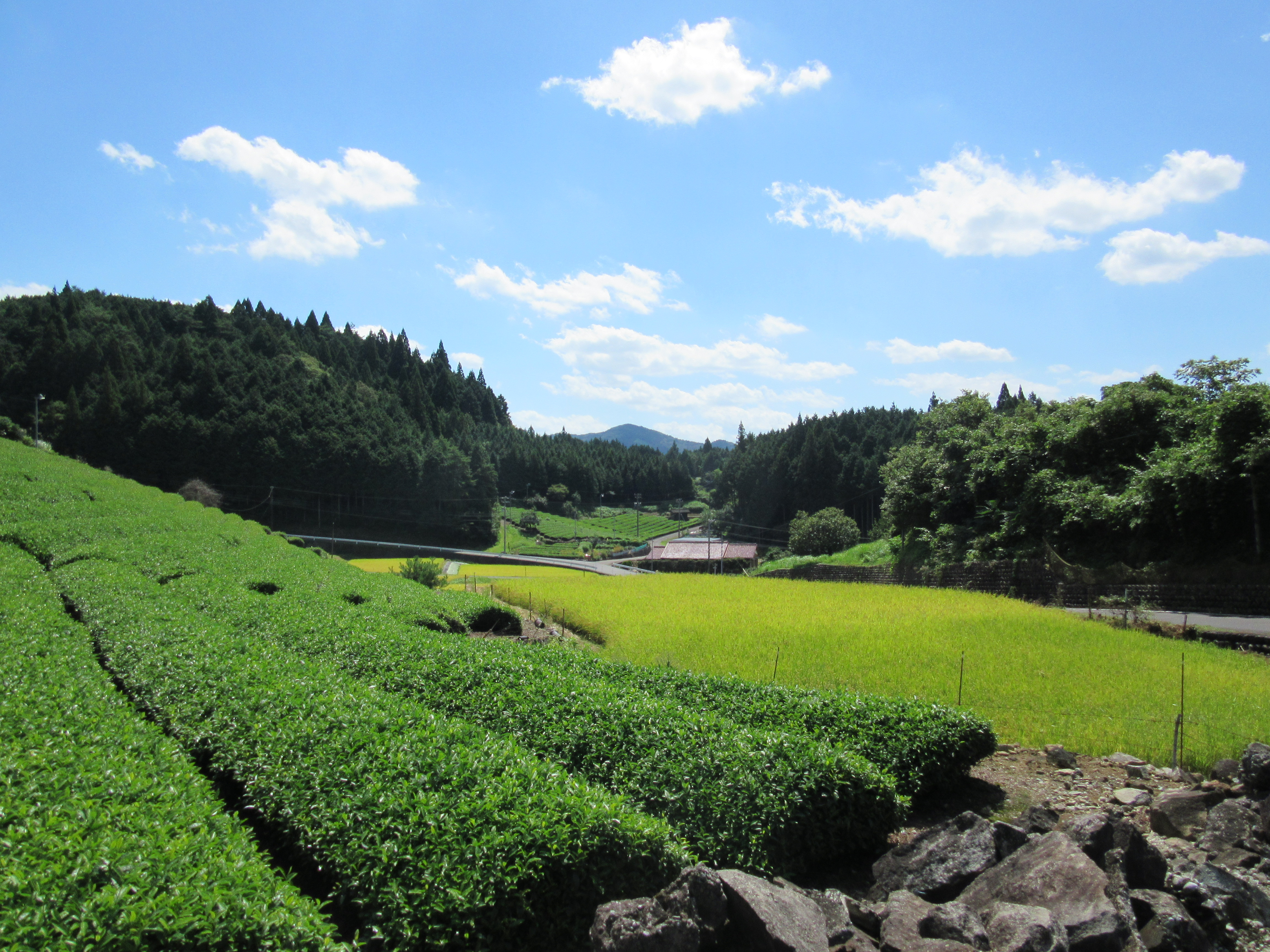
白川町広野地区の茶畑と水田

白川茶（しらかわちゃ）は、岐阜県加茂郡白川町､東白川村を中心に栽培される日本茶のひとつである。

## 生産地・特徴
- 木曽川水系飛騨川の支流である、白川、黒川、赤川沿いの傾斜地で生産されている。この地域は標高も600mと高い地域である。朝夕は川霧が覆う為、常に空気に適度な湿り気があり、土壌も赤土なので、茶の生産に適しているという。一部の資料では日本茶の生産北限となっているが、富山県、新潟県でも生産されていることから誤りといえる。
- 渋みが少なく、まろやかという。高級茶が多い[1]。

## 歴史
- 室町時代（1400年頃[要出典]）、美濃国加茂郡大沢村（現：東白川村五加大沢）の蟠龍寺の住職が、京都の宇治から茶の苗を持ち帰り、村人に栽培を勧めたのが始まりである。蟠龍寺は明治時代初期の廃仏毀釈で廃寺されている。
- 本格的な生産は江戸時代初期（1600年代）である。
- 1970年頃、高山本線白川口駅にて、乗客にお茶を振舞ったことにより、白川茶の名前が全国に知られるようになったという。